# Kostel svatého Jakuba apoštola (Čížkovice)
Kostel svatého Jakuba apoštola v Čížkovicích je barokní sakrální stavba nacházející se na návsi, nedaleko od čížkovického zámku. Je chráněn jako kulturní památka České republiky.

## Historie
Kostel je v místě poprvé zmiňován v roce 1360. Jednalo se patrně o gotickou stavbu. Na místě starého kostela byl pak v letech 1672-1675 (1707?) zbudován kostel sv. Jakuba. Stavitelem byl patrně Giulio Broggiem.
Duchovní správci kostela jsou uvedeni na stránce: Římskokatolická farnost Čížkovice.

## Architektura

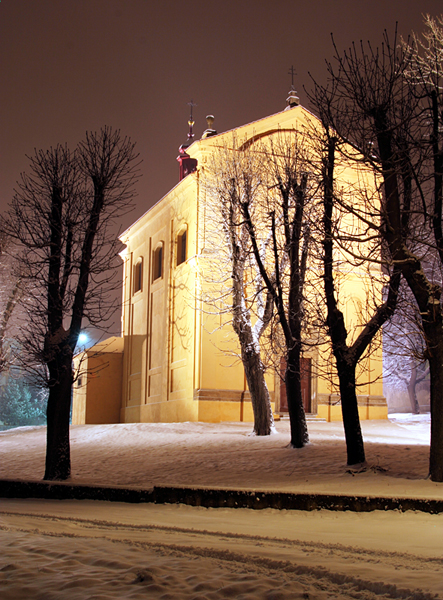
Pohled na průčelí kostela v zimě

### Exteriér
Kostel je jednolodní, obdélný s pětibokým presbytářem se sakristií a kaplí po stranách. Boční fasády jsou s lizénovými rámci, vpadlými poli a segmentově ukončenými okny. V jižní stěně je obdélný portálek s uchy.
Presbytář je stejně vysoký jako loď. Má nárožní pilastry. Okna presbytáře jsou segmentově zakončená. Hlavní průčelí má tři osy a je patrové s pilastry v přízemí i v patře a s trojúhelníkovým štítem. Portál je s kartuší, ve které se nachází alianční znak Varrensbachů a Šliků, vpadlé pole, slepé segmentem zakončené okno a malý segmentový štít. Boční osy průčelí jsou s nikam v přízemí a obdélnými vpadlými poli v patře. Nad presbytářem se nachází sanktusník.

### Interiér
Presbytář s koutovými pilastry a kladím je sklenut valenou klenbou se stýkajícími se lunetami. V závěru má tříbokou klášterní klenbu s lunetami. Loď má tři pole valené klenby s lunetami a pásy, které se sbíhají na mohutné kladí. Pilastry jsou s plastickými volutovými hlavicemi s ovocnými festony. Kruchta je zděná, podklenutá pásem valené klenby. Sakristie a kaple mají valenou klenbu se stýkajícími se lunetami.

### Vybavení
Hlavní oltář je raně barokní, portálový, sloupový s boltcovým ornamentem a s obrazy sv. Jakuba a sv. Rozálie, které jsou datované do období výstavby kostela. Tabernákl je rokokovým doplňkem. Po stranách oltáře jsou sochy znázorňující Zvěstování Panny Marie. Boční oltář Panny Marie pochází z počátku 18. století, barokní oltář zasvěcený Svaté rodině je rokokový z poloviny 18. století. Raně barokní kazatelna pochází ze 2. poloviny 17. století. Jsou na ní obrazy evangelistů a církevních Otců. Zpovědnice je z 1. čtvrtiny 18. století. Raně barokní lavice pocházejí ze 17. století. Obraz sv. Jakuba žehnajícího donátorům s modelem kostela pochází z konce 17. století. Křtitelnice je barokní, kamenná s dřevěným víkem.

## Okolí kostela
U kostela se nachází barokní, hranolová, kamenná barokní zvonice s lizénovými rámci a také sochy sv. Václava, sv. Antonína Paduánského, sv. Jana Nepomuckého a sv. Judy Tadeáše z 18. století.